# Paul de Longuemar
Paul-Pierre-Louis-Marie Letouzé de Longuemar, né le 15 novembre 1836 au château des Pinabeaux (Saint-Denis-sur-Ouanne) et mort le 13 juin 1918 à Brest, est un général français.

## Biographie

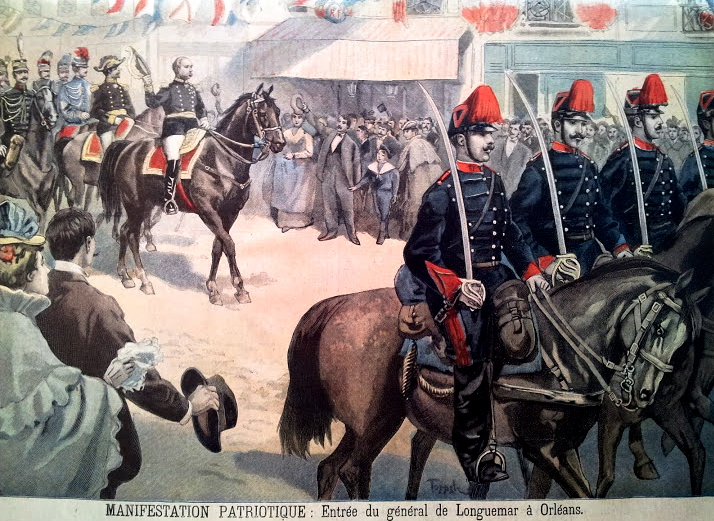
Manifestation patriotique : entrée du général de Longuemar à Orléans (Le Petit Journal, 1898).

Fils d'Alphonse Le Touzé de Longuemar et de Marie-Ernestine de Flavigny, il s'engage dans la carrière militaire en 1854. Élève à l'École militaire de Saint-Cyr, il en sort sous-lieutenant au 5e régiment d'infanterie en 1856 et prend part à la campagne d'Italie. Passé lieutenant en 1862, il participe à la campagne de Rome.
Capitaine en 1867, capitaine adjudant-major en 1869, il perd son œil droit d'un coup de feu à la bataille de Borny lors de la guerre franco-allemande de 1870.
Il est successivement promu chef de bataillon au 3e régiment de tirailleurs algériens en 1875, lieutenant-colonel au 58e régiment d'infanterie en 1882, colonel en 1886, général de brigade en 1891 et général de division en 1895.
Il est commandant la 22e division d'infanterie, puis du 5e corps d'armée de 1898 à 1901.

## Décorations
- Grand officier de la Légion d'honneur.
- Médaille d'Italie.
- Médaille instituée par le Pape[Laquelle ?].